# اچ‌ام‌اس فوریوس (۱۸۵۰)
اچ‌ام‌اس فوریوس (۱۸۵۰) (به انگلیسی: HMS Furious (1850)) یک کشتی بود که طول آن ۲۰۶ فوت (۶۳ متر) بود. این کشتی در سال ۱۸۵۰ ساخته شد.